# Amédée Domenech
Amédée Domenech (Narbona, 3 maggio 1933 – Brive-la-Gaillarde, 21 settembre 2003) è stato un rugbista a 15, attore, politico e imprenditore francese, attivo in carriera nel ruolo di pilone e soprannominato le Duc ("il Duca") per via del suo carisma in campo; con la Francia, per cui giocò 52 incontri in 9 stagioni, vinse 5 dei primi 6 tornei del Cinque Nazioni mai conquistati dai Bleus.
Dopo il termine della carriera sportiva si dedicò all'attività ristorativa e alberghiera e fu per breve tempo consigliere a Parigi durante la sindacatura Chirac, oltre ad avere avuto anche alcune esperienze come attore cinematografico e televisivo.
Da dopo la sua morte lo stadio rugbistico di Brive-la-Gaillarde è intitolato al suo nome.

## Biografia

### Attività sportiva
Amédée Domenech nacque a Narbona nel 1933 in una famiglia dalle modeste disponibilità economiche, ragion per cui si adattò fin da adolescente a svolgere qualsiasi impiego per poter portare denaro a casa; il suo carattere rissoso gli procurò una cattiva nomea.
Rugbisticamente crebbe nelle giovanili del Narbonne, e a 16 anni fu già selezionato per la Francia di categoria.
A 17 anni lasciò Narbona per prendere lavoro a Bort-les-Orgues (Corrèze), dove era in realizzazione una diga lungo la Dordogna nel cui cantiere fu assunto.
Nel 1953 passò per due stagioni al Vichy, club nel quale giocò insieme a un giovane Guy Ligier prima che questi intraprendesse la carriera da pilota automobilistico e titolare di scuderia.
Durante la sua stagione d'esordio a Vichy Domenech fu convocato nella Francia impegnata al Cinque Nazioni 1954 ed esordì a Cardiff contro il Galles; nonostante la sconfitta la Francia fu vincitrice di quell'edizione del torneo a pari merito degli stessi gallesi e dell'Inghilterra.
Nel 1955 si trasferì a Brive-la-Gaillarde, la cui squadra disputava all'epoca la seconda divisione, per assumervi la gestione di un ristorante.
Tale città fu quella dove trascorse gran parte del resto della sua vita.
Dopo aver perso lo spareggio promozione alla prima stagione nelle file del Brive, vinse nel 1957 la finale per l'ascesa in prima divisione proprio a Vichy.
All'epoca Domenech era già noto con il soprannome di le Duc, ovvero "il Duca"; la versione più attendibile dell'origine di tale appellativo sarebbe da ricondurre a una conversazione intercorsa con il compagno di squadra André Boniface ai tempi di un incontro internazionale giovanile contro il Galles: Domenech avrebbe detto a Boniface: «Sei il re del terreno di gioco!», e Boniface avrebbe risposto: «Se io sono il re, tu sei il Duca».
Se a livello di club con Brive Domenech vanta come migliori risultati due finali perse, nel 1963 nel torneo Yves du Manoir e nel 1965 in campionato, entrambe contro Agen, è in ambito internazionale che egli registra i suoi successi più rilevanti: detto del Cinque Nazioni 1954, che fu la prima affermazione assoluta della Francia nel torneo, in quello stesso anno vinse la Coppa Europa battendo l'Italia nella finale di Roma.
Nel 1955, ultimo anno a Vichy, si aggiudicò nuovamente il Cinque Nazioni, sia pure in coabitazione con il Galles; militare al battaglione di Joinville, dove giocava la squadra di rugby dell'esercito, fu capitano della squadra che batté quella della British Army a Colombes per 6-0.
Ancora, pur non presente nel 1959, anno della prima affermazione francese in solitaria, fu presente alle tre vittorie consecutive dal 1960 al 1962, chiudendo la sua carriera internazionale a Grenoble nel 1963 contro l'Italia in un incontro che tenne a battesimo, tra gli altri, Marco Bollesan per gli Azzurri.
Al suo ritiro nel 1965 vantava 52 presenze internazionali per la Francia con 8 mete (24 punti), la vittoria in 5 edizioni del Cinque Nazioni e in una Coppa Europa.

### Attività successive
Terminata la carriera agonistica, acquistò un albergo e divenne agente immobiliare; fu eletto consigliere comunale a Brive, e successivamente a Parigi al seguito di Jacques Chirac, anch'egli originario del Corrèze.
Ebbe anche una breve puntata nel cinema, con un ruolo da attore non protagonista in Uccidete agente segreto 777-stop di Maurice Cloche (1965) e alla televisione nella serie Allez la rafale! (1977).
Il 21 settembre 2003 Domenech morì in ospedale a Brive-la-Gaillarde a 70 anni a seguito di un'epatite C contratta due anni prima durante un ricovero.

## Cultura di massa
Un anno dopo la sua morte, il comune di Brive-la-Gaillarde decise di intitolare a Domenech il proprio stadio di rugby cittadino, il Parc municipal des Sports, che così da allora si chiama stadio Amédée Domenech, impianto interno del Brive.

## Filmografia

### Cinema
- Uccidete agente segreto 777-stop (Agent Secret FX 18), regia di Maurice Cloche (1965)

### Televisione
- Allez la rafale!, Antenne 2 (1977)